# Kati Wilhelm
Katarina „Kati” Wilhelm (ur. 2 sierpnia 1976 w Schmalkalden) – niemiecka biathlonistka i biegaczka narciarska, wielokrotna medalistka igrzysk olimpijskich i mistrzostw świata, zdobywczyni Pucharu Świata.

## Kariera
Początkowo uprawiała biegi narciarskie. W 1994 roku wystąpiła na mistrzostwach świata juniorów w Breitenwang, gdzie zajęła 18. miejsce w biegu na 5 km techniką klasyczną. Jeszcze dwukrotnie startowała na imprezach tego cyklu, zajmując między innymi 13. miejsce w biegu na 5 km klasykiem oraz 14. miejsce w biegu na 15 km stylem dowolnym podczas mistrzostw świata juniorów w Gällivare w 1995 roku. W Pucharze Świata w biegach narciarskich zadebiutowała 14 grudnia 1994 roku w Tauplitz, gdzie zajęła 54. miejsce w biegu na 10 km stylem klasycznym. Pierwsze punkty wywalczyła 21 lutego 1997 roku w Trondheim, gdzie zajęła 24. miejsce w biegu na 15 km stylem dowolnym. Nigdy nie stanęła na podium zawodów pucharowych. Najlepsze wyniki osiągnęła w sezonie 1998/1999, kiedy zajęła 34. miejsce w klasyfikacji generalnej.
W 1997 roku wystartowała na mistrzostwach świata w Trondheim, zajmując między innymi szóste miejsce w sztafecie i 24. miejsce w biegu na 15 km stylem dowolnym. Na rozgrywanych rok później igrzyskach olimpijskich w Nagano, gdzie jej najlepszymi wynikami były szóste miejsce w sztafecie i szesnaste na dystansie 30 km stylem dowolnym. Brała też udział w mistrzostwach świata w Ramsau, zajmując 21. miejsce w biegu na 15 km stylem dowolnym.
Po zakończeniu sezonu 1998/1999 zaczęła trenować biathlon. W Pucharze Świata zadebiutowała 30 listopada 2000 roku w Anterselvie, zajmując 36. miejsce w biegu indywidualnym. Pierwsze punkty (w sezonach 2000/2001-2007/2008 punktowało 30. najlepszych zawodniczek) wywalczyła 1 grudnia 2000 roku w tej samej miejscowości, gdzie zajęła 17. miejsce w sprincie. Pierwszy raz na podium zawodów pucharowych stanęła 6 dni później w Anterselvie, gdzie sprint ukończyła na trzeciej pozycji. W zawodach tych wyprzedziły ją tylko Gro Marit Istad-Kristiansen z Norwegii i Rosjanka Olga Miedwiedcewa. W kolejnych startach jeszcze 67 razy stanęła na podium, odnosząc przy tym 21 zwycięstw: 11 w sprincie, 6 w biegu pościgowym, 3 w starcie masowym i 1 w biegu indywidualnym. Najlepsze wyniki osiągnęła w sezonie 2005/2006, kiedy zwyciężyła w klasyfikacji generalnej. Ponadto w sezonach 2004/2005, 2006/2007 i 2008/2009 zajmowała drugie miejsce, ulegając kolejno Francuzce Sandrine Bailly, swej rodaczce Andrei Henkel i Helenie Jonsson ze Szwecji. Kilkukrotnie zdobywała Małe Kryształowe Kule za zwycięstwa w klasyfikacjach poszczególnych konkurencji: w sprincie w sezonach 2004/2005 i 2005/2006, biegu masowym w sezonie 2006/2007 i biegu pościgowym w sezonach 2005/2006, 2006/2007 i 2008/2009.
Pierwsze medale w biathlonie wywalczyła w 2000 roku, zajmując trzecie miejsce w sprincie i sztafecie podczas mistrzostw Europy w Zakopanem. Rok później wystąpiła na mistrzostwach świata w Pokljuce, gdzie dwukrotnie stawała na podium. Najpierw zwyciężyła w sprincie, wyprzedzając swą rodaczkę, Uschi Disl i Norweżkę Liv Grete Poirée. W biegu pościgowym była siódma, jednak wraz z koleżankami w sztafecie zajęła drugie miejsce. Następnie była trzecia w sztafecie na mistrzostwach świata w Chanty-Mansyjsku w 2003 roku i mistrzostwach świata w Oberhofie rok później, a także druga w sztafecie na mistrzostwach świata w Hochfilzen i trzecia w sztafecie mieszanej na mistrzostwach świata w Chanty-Mansyjsku w 2005 roku.
Kolejny indywidualny medal zdobyła podczas mistrzostw świata w Anterselvie w 2007 roku, gdzie była trzecia w biegu masowym. W zawodach tych uległa dwóm innym Niemkom: Andrei Henkel i Martinie Glagow. Na tej samej imprezie razem z Glagow, Henkel i Magdaleną Neuner zdobyła także złoty medal w sztafecie. Z rozgrywanych rok później mistrzostw świata w Östersund ponownie wróciła bez indywidualnego medalu. Niemki z Wilhelm w składzie obroniły za to tytuł mistrzowski w sztafecie. Najwięcej medali Wilhelm zdobyła na swoich ostatnich zawodach tego cyklu, mistrzostwach świata w Pjongczangu w 2009 roku. Najpierw zwyciężyła w sprincie, wyprzedzając inną Niemkę – Simone Hauswald i Rosjankę Olgę Zajcewą. W biegu pościgowym nie obroniła pierwszej pozycji, w strzelaniu pudłując 6 razy. Ostatecznie na metę dotarła jako druga, za Heleną Jonsson. Trzy dni później zwyciężyła w biegu indywidualnym, plasując się przed Teją Gregorin ze Słowenii i Norweżką Torą Berger. Zdobyła też kolejny srebrny medal w sztafecie.
W 2002 roku wzięła udział w igrzyskach olimpijskich w Salt Lake City, trzykrotnie stając na podium. W sprincie zdobyła złoty medal, przed Uschi Disl i Szwedką Magdaleną Forsberg. W biegu pościgowym była druga, rozdzielając Olgę Miedwiedcewą i Irinę Nikułcziną z Bułgarii. Złoty medal zdobyła także w sztafecie. Na rozgrywanych cztery lata później igrzyskach w Turynie również wywalczyła trzy medale: złoty w biegu pościgowym oraz srebrne w sztafecie i biegu masowym, w którym wyprzedziła ją tylko Anna Carin Zidek ze Szwecji. Brała też udział w igrzyskach olimpijskich w Vancouver w 2010 roku, gdzie razem z koleżankami z reprezentacji zdobyła brązowy medal w sztafecie. Zajęła także między innymi czwarte miejsce w biegu indywidualnym, w którym walkę o podium przegrała z Darją Domraczewą z Białorusi.
27 marca 2010 r. ogłosiła zakończenie sportowej kariery.

## Osiągnięcia w biathlonie

### Igrzyska olimpijskie
| Rok  | Miejscowość    | Konkurencje | Konkurencje | Konkurencje | Konkurencje | Konkurencje | Konkurencje | Konkurencje |
| Rok  | Miejscowość    | IN          | SP          | PU          | MS          | RL          | MR          | SR          |
| ---- | -------------- | ----------- | ----------- | ----------- | ----------- | ----------- | ----------- | ----------- |
| 2002 | Salt Lake City | –           | 1.          | 2.          | nd.         | 1.          | nd.         | –           |
| 2006 | Turyn          | 16.         | 7.          | 1.          | 2.          | 2.          | nd.         | –           |
| 2010 | Vancouver      | 4.          | 30.         | 12.         | 25.         | 3.          | nd.         | –           |

### Mistrzostwa świata
| Rok  | Miejscowość     | Konkurencje | Konkurencje | Konkurencje | Konkurencje | Konkurencje | Konkurencje | Konkurencje |
| Rok  | Miejscowość     | IN          | SP          | PU          | MS          | RL          | MR          | SR          |
| ---- | --------------- | ----------- | ----------- | ----------- | ----------- | ----------- | ----------- | ----------- |
| 2001 | Pokljuka        | –           | 1.          | 7.          | 5.          | 2.          | nd.         | –           |
| 2003 | Chanty-Mansyjsk | –           | 37.         | 38.         | 22.         | 3.          | nd.         | –           |
| 2004 | Oberhof         | –           | 26.         | 15.         | 10.         | 3.          | nd.         | –           |
| 2005 | Hochfilzen      | 27.         | 28.         | 13.         | 5.          | 2.          | nd.         | –           |
| 2005 | Chanty-Mansyjsk | nd.         | nd.         | nd.         | nd.         | nd.         | 3.          | –           |
| 2006 | Pokljuka        | nd.         | nd.         | nd.         | nd.         | nd.         | 4.          | –           |
| 2007 | Anterselva      | DNF         | 7.          | 9.          | 3.          | 1.          | –           | –           |
| 2008 | Östersund       | 33.         | 21.         | 13.         | 8.          | 1.          | –           | –           |
| 2009 | Pjongczang      | 1.          | 1.          | 2.          | 30.         | 2.          | –           | –           |

### Puchar Świata

#### Miejsca w klasyfikacji generalnej
| Sezon     | Miejsce |
| --------- | ------- |
| 2000/2001 | 8.      |
| 2001/2002 | 8.      |
| 2002/2003 | 13.     |
| 2003/2004 | 8.      |
| 2004/2005 | 2.      |
| 2005/2006 | 1.      |
| 2006/2007 | 2.      |
| 2007/2008 | 4.      |
| 2008/2009 | 2.      |
| 2009/2010 | 7.      |

#### Miejsca na podium chronologicznie
| Lp. | Dzień        | Rok  | Miejscowość     | Konkurencja                | Lokata | Pudła   | Czas biegu | Strata  | Zwycięzca                   |
| --- | ------------ | ---- | --------------- | -------------------------- | ------ | ------- | ---------- | ------- | --------------------------- |
| 1.  | 7 grudnia    | 2000 | Anterselva      | Sprint na 7,5 km           | 3.     | 0+1     | 22:01,3    | +22,5   | Gro Marit Istad-Kristiansen |
| 2.  | 3 lutego     | 2001 | Pokljuka        | Sprint na 7,5 km           | 1.     | 0+1     | 21:56,2    | –       | –                           |
| 3.  | 7 marca      | 2001 | Lake Placid     | Sprint na 7,5 km           | 1.     | 0+0     | 26:17,8    | –       | –                           |
| 4.  | 21 grudnia   | 2001 | Osrblie         | Sprint na 7,5 km           | 2.     | 0+1     | 20:06,7    | +11,6   | Katja Holanti               |
| 5.  | 13 lutego    | 2002 | Salt Lake City  | Sprint na 7,5 km           | 1.     | 0+0     | 20:41,4    | –       | –                           |
| 6.  | 16 lutego    | 2002 | Salt Lake City  | Bieg pościgowy na 10 km    | 2.     | 3+0+1+0 | 31:07,7    | +5,3    | Olga Miedwiedcewa           |
| 7.  | 8 grudnia    | 2002 | Östersund       | Bieg pościgowy na 10 km    | 1.     | 1+1+0+0 | 32:55,8    | –       | –                           |
| 8.  | 8 lutego     | 2003 | Lahti           | Sprint na 7,5 km           | 3.     | 0+1     | 23:07,8    | +3,7    | Olga Miedwiedcewa           |
| 9.  | 9 lutego     | 2003 | Lahti           | Bieg masowy na 12,5 km     | 1.     | 2+0+0+0 | 39:43,4    | –       | –                           |
| 10. | 20 lutego    | 2003 | Östersund       | Sprint na 7,5 km           | 1.     | 0+0     | 22:25,6    | –       | –                           |
| 11. | 7 grudnia    | 2003 | Kontiolahti     | Bieg pościgowy na 10 km    | 2.     | 1+1+2+0 | 33:57,4    | +1:18,5 | Liv Grete Poirée            |
| 12. | 27 lutego    | 2004 | Lake Placid     | Sprint na 7,5 km           | 2.     | 1+0     | 20:19,6    | +16,7   | Olga Miedwiedcewa           |
| 13. | 5 marca      | 2004 | Fort Kent       | Bieg pościgowy na 10 km    | 3.     | 1+1+1+0 | 29:18,6    | +51,3   | Uschi Disl                  |
| 14. | 11 marca     | 2004 | Oslo            | Sprint na 7,5 km           | 2.     | 1+0     | 21:18,9    | +31,8   | Olga Miedwiedcewa           |
| 15. | 8 stycznia   | 2005 | Oberhof         | Sprint na 7,5 km           | 3.     | 1+1     | 24:33,2    | +44,5   | Linda Grubben               |
| 16. | 9 stycznia   | 2005 | Oberhof         | Bieg pościgowy na 10 km    | 2.     | 0+3+0+2 | 35:43,0    | +18,9   | Uschi Disl                  |
| 17. | 22 stycznia  | 2005 | Anterselva      | Sprint na 7,5 km           | 1.     | 0+0     | 22:07,6    | –       | –                           |
| 18. | 10 lutego    | 2005 | Pragelato       | Bieg indywidualny na 15 km | 3.     | 1+0+1+0 | 50:47,9    | +48,6   | Anna Bogalij-Titowiec       |
| 19. | 12 lutego    | 2005 | Pragelato       | Sprint na 7,5 km           | 1.     | 1+1     | 26:09,5    | –       | –                           |
| 20. | 20 lutego    | 2005 | Pokljuka        | Bieg masowy na 12,5 km     | 3.     | 0+1+1+0 | 39:03,1    | +19,2   | Sandrine Bailly             |
| 21. | 17 marca     | 2005 | Chanty-Mansyjsk | Bieg pościgowy na 10 km    | 1.     | 1+0+0+0 | 34:39,0    | –       | –                           |
| 22. | 19 marca     | 2005 | Chanty-Mansyjsk | Bieg masowy na 12,5 km     | 2.     | 1+0+1+0 | 34:39,0    | +16,6   | Olga Zajcewa                |
| 23. | 27 listopada | 2005 | Östersund       | Bieg pościgowy na 10 km    | 2.     | 0+0+0+0 | 32:27,2    | +13,3   | Olga Zajcewa                |
| 24. | 9 grudnia    | 2005 | Hochfilzen      | Sprint na 7,5 km           | 1.     | 0+0     | 22:30,3    | –       | –                           |
| 25. | 17 grudnia   | 2005 | Osrblie         | Sprint na 7,5 km           | 2.     | 0+1     | 22:11,5    | +53,3   | Anna Carin Zidek            |
| 26. | 18 grudnia   | 2005 | Osrblie         | Bieg pościgowy na 10 km    | 2.     | 0+1+0+1 | 32:01,7    | +1:05,1 | Anna Carin Zidek            |
| 27. | 7 stycznia   | 2006 | Oberhof         | Sprint na 7,5 km           | 1.     | 1+0     | 23:45,9    | –       | –                           |
| 28. | 13 stycznia  | 2006 | Ruhpolding      | Sprint na 7,5 km           | 2.     | 1+0     | 24:57,6    | +1,4    | Sandrine Bailly             |
| 29. | 15 stycznia  | 2006 | Ruhpolding      | Bieg pościgowy na 10 km    | 2.     | 1+0+2+0 | 34:41,8    | +0,1    | Liv Grete Poirée            |
| 30. | 19 stycznia  | 2006 | Anterselva      | Sprint na 7,5 km           | 1.     | 0+0     | 21:45,0    | –       | –                           |
| 31. | 21 stycznia  | 2006 | Anterselva      | Bieg pościgowy na 10 km    | 1.     | 0+1+1+0 | 33:02,5    | –       | –                           |
| 32. | 18 lutego    | 2006 | Turyn           | Bieg pościgowy na 10 km    | 1.     | 0+0+1+0 | 36:43,6    | –       | –                           |
| 33. | 25 lutego    | 2006 | Turyn           | Bieg masowy na 12,5 km     | 2.     | 0+0+1+0 | 40:36,5    | +18,8   | Anna Carin Zidek            |
| 34. | 11 marca     | 2006 | Pokljuka        | Bieg pościgowy na 10 km    | 2.     | 1+0+0+0 | 31:44,8    | +16,5   | Sandrine Bailly             |
| 35. | 18 marca     | 2006 | Kontiolahti     | Bieg pościgowy na 10 km    | 2.     | 0+2+1+0 | 33:53,6    | +17,5   | Anna Carin Zidek            |
| 36. | 19 marca     | 2006 | Kontiolahti     | Bieg masowy na 12,5 km     | 2.     | 1+0+1+1 | 42:38,2    | +29,5   | Ołena Zubryłowa             |
| 37. | 25 marca     | 2006 | Oslo            | Bieg pościgowy na 10 km    | 1.     | 0+0+0+0 | 32:17,7    | –       | –                           |
| 38. | 1 grudnia    | 2006 | Östersund       | Sprint na 7,5 km           | 2.     | 0+1     | 24:05,0    | +21,4   | Magdalena Gwizdoń           |
| 39. | 14 stycznia  | 2007 | Ruhpolding      | Bieg masowy na 12,5 km     | 2.     | 1+1+0+1 | 44:32,0    | +20,0   | Anna Carin Zidek            |
| 40. | 17 stycznia  | 2007 | Pokljuka        | Bieg pościgowy na 10 km    | 3.     | 0+1     | 21:45,2    | +17,4   | Anna Carin Zidek            |
| 41. | 19 stycznia  | 2007 | Pokljuka        | Bieg pościgowy na 10 km    | 1.     | 1+0+0+0 | 35:05,7    | –       | –                           |
| 42. | 21 stycznia  | 2007 | Pokljuka        | Bieg pościgowy na 10 km    | 2.     | 2+0+1+0 | 41:55,9    | 13,4    | Oksana Chwostenko           |
| 43. | 10 lutego    | 2007 | Anterselva      | Bieg masowy na 12,5 km     | 3.     | 0+1+1+0 | 37:13,1    | +10,6   | Andrea Henkel               |
| 44. | 28 lutego    | 2007 | Lahti           | Bieg indywidualny na 15 km | 3.     | 0+1+1+0 | 49:27,2    | +55,1   | Andrea Henkel               |
| 45. | 2 marca      | 2007 | Lahti           | Sprint na 7,5 km           | 2.     | 0+0     | 21:18,3    | +4,0    | Martina Beck                |
| 46. | 4 marca      | 2007 | Lahti           | Bieg pościgowy na 10 km    | 2.     | 0+1+0+0 | 28:48,7    | +15,9   | Martina Beck                |
| 47. | 10 marca     | 2007 | Oslo            | Bieg pościgowy na 10 km    | 3.     | 1+1+0+0 | 31:58,7    | +26,9   | Magdalena Neuner            |
| 48. | 30 listopada | 2007 | Kontiolahti     | Sprint na 7,5 km           | 2.     | 1+0     | 21:24,1    | +0,3    | Martina Beck                |
| 49. | 7 grudnia    | 2007 | Hochfilzen      | Sprint na 7,5 km           | 3.     | 0+0     | 21:53,0    | +33,9   | Sandrine Bailly             |
| 50. | 8 grudnia    | 2007 | Hochfilzen      | Bieg pościgowy na 10 km    | 3.     | 1+0+0+0 | 31:37,7    | +32,6   | Sandrine Bailly             |
| 51. | 13 stycznia  | 2008 | Ruhpolding      | Bieg pościgowy na 10 km    | 2.     | 0+1+1+0 | 33:43,2    | +12,6   | Solveig Rogstad             |
| 52. | 17 lutego    | 2008 | Anterselva      | Sprint na 7,5 km           | 1.     | 0+0     | 21:36,4    | –       | –                           |
| 53. | 20 lutego    | 2008 | Anterselva      | Bieg masowy na 12,5 km     | 3.     | 2+0+0+0 | 36:07,3    | +28,8   | Andrea Henkel               |
| 54. | 13 marca     | 2008 | Oslo            | Sprint na 7,5 km           | 3.     | 0+0     | 21:47,6    | +9,9    | Swietłana Slepcowa          |
| 55. | 15 marca     | 2008 | Oslo            | Bieg pościgowy na 10 km    | 2.     | 0+1+0+0 | 33:01,5    | +27,7   | Swietłana Slepcowa          |
| 56. | 16 marca     | 2008 | Oslo            | Bieg masowy na 12,5 km     | 1.     | 0+0+0+0 | 37:43,0    | –       | –                           |
| 57. | 4 grudnia    | 2008 | Östersund       | Bieg indywidualny na 15 km | 2.     | 1+0+0+0 | 45:05,1    | +39,7   | Helena Ekholm               |
| 58. | 7 grudnia    | 2008 | Östersund       | Sprint na 7,5 km           | 3.     | 0+1+2+0 | 32:42,4    | +32,0   | Martina Beck                |
| 59. | 11 stycznia  | 2009 | Oberhof         | Bieg masowy na 12,5 km     | 1.     | 0+0+2+0 | 39:55,2    | –       | –                           |
| 60. | 16 stycznia  | 2009 | Ruhpolding      | Sprint na 7,5 km           | 2.     | 0+0     | 23:26,6    | +0,2    | Magdalena Neuner            |
| 61. | 18 stycznia  | 2009 | Ruhpolding      | Bieg pościgowy na 10 km    | 2.     | 1+0+0+2 | 32:56,5    | +21,7   | Magdalena Neuner            |
| 62. | 22 lutego    | 2009 | Anterselva      | Sprint na 7,5 km           | 3.     | 1+0     | 21:25,5    | +20,7   | Tora Berger                 |
| 63. | 25 lutego    | 2009 | Anterselva      | Bieg masowy na 12,5 km     | 3.     | 1+2+0+0 | 36:51,2    | +14,8   | Helena Ekholm               |
| 64. | 14 lutego    | 2009 | Pjongczang      | Sprint na 7,5 km           | 1.     | 0+0     | 21:11,1    | –       | –                           |
| 65. | 15 lutego    | 2009 | Pjongczang      | Bieg pościgowy na 10 km    | 2.     | 1+1+3+1 | 34:12,3    | +18,3   | Helena Ekholm               |
| 66. | 18 lutego    | 2009 | Pjongczang      | Bieg indywidualny na 15 km | 1.     | 0+1+0+0 | 44:03,1    | –       | –                           |
| 67. | 20 stycznia  | 2010 | Anterselva      | Bieg indywidualny na 15 km | 2.     | 0+0+1+0 | 43:14,4    | +5,5    | Magdalena Neuner            |
| 68. | 13 marca     | 2010 | Kontiolahti     | Sprint na 7,5 km           | 3.     | 0+0     | 21:17,5    | +13,5   | Darja Domraczewa            |

## Osiągnięcia w biegach

### Igrzyska olimpijskie
| Miejsce | Dzień     | Rok  | Miejscowość | Konkurencja            | Czas biegu | Strata  | Zwyciężczyni     |
| ------- | --------- | ---- | ----------- | ---------------------- | ---------- | ------- | ---------------- |
| 26.     | 10 lutego | 1998 | Nagano      | 5 km stylem klasycznym | 17:37,9    | +1:19,0 | Łarisa Łazutina  |
| 32.     | 12 lutego | 1998 | Nagano      | 5+10 km łączony        | 46:06,9    | +3:24,1 | Łarisa Łazutina  |
| 5.      | 15 lutego | 1998 | Nagano      | Sztafeta 4 × 5 km      | 55:13,5    | +1:41,9 | Rosja            |
| 16.     | 20 lutego | 1998 | Nagano      | 30 km stylem dowolnym  | 1:22:01,5  | +6:26,2 | Julija Czepałowa |

### Mistrzostwa świata
| Miejsce | Dzień     | Rok  | Miejscowość | Konkurencja             | Czas biegu | Strata   | Zwyciężczyni      |
| ------- | --------- | ---- | ----------- | ----------------------- | ---------- | -------- | ----------------- |
| 24.     | 21 lutego | 1997 | Trondheim   | 15 km stylem dowolnym   | 36:28,2    | +3:13,5  | Jelena Välbe      |
| 6.      | 27 lutego | 1997 | Trondheim   | Sztafeta 4 × 5 km       | 56:40,2    | +2:03,4  | Rosja             |
| 51.     | 23 lutego | 1997 | Trondheim   | 30 km stylem klasycznym | 13:32,7    | +13:08,0 | Jelena Välbe      |
| 21.     | 19 lutego | 1999 | Ramsau      | 15 km stylem dowolnym   | 38:49,0    | +3:38,1  | Stefania Belmondo |

### Mistrzostwa świata juniorów
| Miejsce | Dzień       | Rok  | Miejscowość | Konkurs                | Czas biegu | Strata  | Zwyciężczyni      |
| ------- | ----------- | ---- | ----------- | ---------------------- | ---------- | ------- | ----------------- |
| 18.     | 30 stycznia | 1994 | Breitenwang | 15 km stylem dowolnym  | 41:53,5    | +53,2   | Julija Czepałowa  |
| 13.     | 1 marca     | 1995 | Gällivare   | 5 km stylem klasycznym | 15:46,8    | +55,6   | Natalja Masałkina |
| 14.     | 5 marca     | 1995 | Gällivare   | 15 km stylem dowolnym  | 43:16,9    | +3:13,5 | Julija Czepałowa  |
| 25.     | 31 stycznia | 1996 | Asiago      | 5 km stylem klasycznym | 15:01,8    | +1:22,5 | Maija Puukilainen |

### Puchar Świata

#### Miejsca w klasyfikacji generalnej
- sezon 1996/1997: 53.
- sezon 1997/1998: 41.
- sezon 1998/1999: 34.

#### Miejsca na podium
Wilhelm nigdy nie stała na podium indywidualnych zawodów Pucharu Świata.

## Życiorys
- Profil na stronie IBU. services.biathlonresults.com. [dostęp 2010-09-11]. (ang.).
- Profil na stronie firstskisport.com. firstskisport.com. [dostęp 2023-03-04]. (ang.).
- Kati Wilhelm Biography and Olympic Results. Olympics at Sports-Reference.com. [dostęp 2020-03-21]. [zarchiwizowane z tego adresu (2008-12-23)]. (ang.).